# Teodor Ilić Češljar

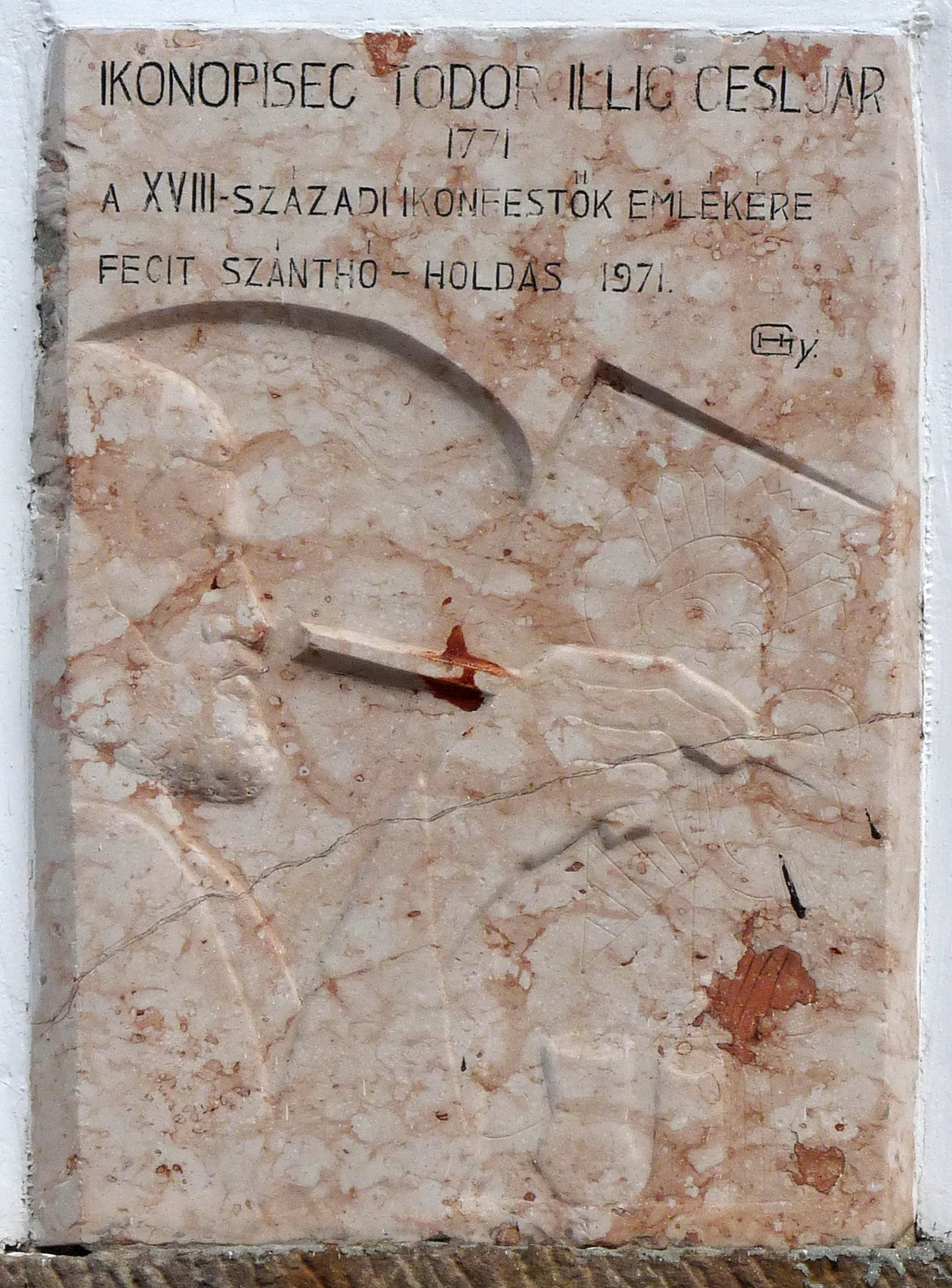
Teodor Ilić Češljar emléktáblája Szentendrén

Teodor Ilić Češljar (Csúrog, 1746 – Péterréve, 1793. november 20.) szerb ikonfestő.

## Életpályája
Szerbiában született. Az 1760-as évek második felében gyakran látogatott el Magyarországra, ahol a legjobban Szentendre városa tetszett neki. Egy ilyen útja során hunyt el súlyos betegségben Péterrévén, 1793-ban.

## Emlékezete
Szentendrén 1971-ben avatták fel emléktábláját a Malom utca 5. alatt. (Holdas György alkotása)